# Ashley A. Woods
Pour les articles homonymes, voir Woods.
 (mars 2020).
Ashley A. Woods (née le 15 octobre 1985) est une artiste de bandes dessinées de Chicago connue pour son travail sur les séries Tomb Raider, Niobe et Ladycastle,.

## Formation
Woods naît et grandit à Chicago. Elle décide de poursuivre une éducation artistique à l'âge de 15 ans  et s'inscrit à l'Académie internationale de design et de technologie (en). Elle obtient un diplôme en cinéma et animation en 2007. Après avoir obtenu son diplôme, elle présente son travail dans des expositions aux États-Unis avant de décider de tirer parti des contacts qu'elle a noués sur le circuit des festivals de bandes dessinées et lors de rassemblements de professionnels de l'industrie.

## Carrière
Mélangeant des thèmes militaires et fantastiques, Woods crée, écrit et illustre sa bande dessinée d'action-fantasy, Millennia War, pendant sa dernière année de lycée et sa première année de collège et elle auto-publie le premier numéro de la série en mars 2006. La série compte actuellement sept numéros et un roman graphique. En 2015, sa pièce, "Portrait de famille" est le premier chapitre de APB: Artists Against Police Brutality, une anthologie de bande dessinée financée par financement participatif dont les bénéfices sont versés au Innocence Project. Elle effectue son premier travail professionnel en 2015, lorsqu'elle commence à travailler avec Sebastian A. Jones et Amandla Stenberg sur la série Niobe: She is Life après les avoir rencontrés au Black Comic Arts Festival à San Francisco, six mois plus tôt,. 
En 2016, elle commence à illustrer la série de quatre numéros Ladycastle pour Boom! Studios. Publiée au cours du premier semestre 2017, la série connaît un certain succès critique. 
Dark Horse Comics engage alors Woods pour dessiner la série de quatre numéros Tomb Raider: Survivor's Crusade, publiée de novembre 2017 à février 2018,. 
Elle travaille ensuite pour l'émission de télévision produite par Jordan Peele et J. J. Abrams, Lovecraft Country, qui est basée sur le roman de l'écrivain Matt Ruff.

## Œuvre
- Millennia War # 0-6 (créateur, dessinatrice et scénariste) (2006-2009)
- Niobe: She is Life # 1-4 avec Sebastian Jones et Amandla Stenberg (2015-2016) [11]
- Noir # 1 (Couverture) (2016)
- Eraathun # 2 (Couverture) (2016)
- Lady Castle # 1-3 avec Delilah S. Dawson [12],[13] (janvier - mai 2017) [14]
- Tomb Raider: Survivor's Crusade # 1- # 4 (novembre 2017 - février 2018) [10]
- BLACK COMIX RETURNS (Couverture) (2018)
- Bitter Root (Couverture) (2018)
- Lovecraft Country (émission de télévision) (2018)
- BLANC # 1 (Couverture) (2019)
- EXCELLENCE (Couverture) (2019)
- MARVEL Action Black Panther # 5 (Couverture) (2019)
- HEATHEN # 9 (couverture) (2019-2020)
- HEATHEN # 9-12 (Intérieurs) (2019-2020)
- Lovecraft Country (TV Show) (2020)
- Jupiter Invincible (dessin ; scénario : Yusef Komunyakaa) (2021)